# Križ (gmina Trebnje)
Križ – wieś w Słowenii, w gminie Trebnje. W 2018 roku liczyła 15 mieszkańców.